# Saggio sull'origine delle lingue
Saggio sull'origine delle lingue, in cui si parla della melodia e dell'imitazione musicale (in francese: Essai sur l'origine des langues, où il est parlé de la mélodie et de l'imitation musicale) è il titolo di un saggio di linguistica che il filosofo ginevrino Jean-Jacques Rousseau compose tra il 1754 e il 1761 e che venne pubblicato postumo nel 1781.
Vi si parla anche di musica, dal momento che Rousseau prende le mosse dall'affermazione della superiorità della melodia sull'armonia per sostenere (in opposizione a Condillac) che è dalle passioni piuttosto che dai bisogni che si sono originate le lingue, e che i movimenti delle passioni possono espressi solo da suoni dal carattere melodico.
Il problema dell'origine delle lingue in concomitanza con la formazione delle prime associazioni nella storia dell'uomo era stato posto da Rousseau per la prima volta nel Discorso sull'origine e i fondamenti della diseguaglianza tra gli uomini, di cui il Saggio sull'origine delle lingue costituisce per certi versi un prolungamento, pur con alcune significative differenze.